# UE Sants
UE Sants is een Spaanse voetbalclub uit het district Sants van Barcelona. De club speelt in de Territorial Preferente, de tweede Catalaanse amateurdivisie. Thuisstadion is het Camp de La Magòria. UE Sants heeft ook een wielrenafdeling.
UE Sants ontstond in 1922 uit een fusie van Internacional FC en Centre d'Esports Sants. De club werd driemaal kampioen van de Campionat de Catalunya de Segona Categoria (1932, 1934, 1938).

## Bekende spelers
- Joan Barbarà
- David Belenguer
- José Escolá
- Josep Samitier
- Agustín Sancho
- Luis Miró
- Ignacio Bordons
- José Valle
- Sandro Rosell

CD Banyoles ·
UE Castelldefels ·
Cerdanyola del Vallès FC ·
CE Europa ·
UE Figueres ·
Girona FC B
FE Grama ·
EC Granollers ·
UA Horta ·
CF Igualada ·
CE Manresea ·
CF Montañese ·
CF Peralada ·
Pobla de Mafumet CF ·
CP San Cristóbal
UE Sant Andreu ·
Santfeliuenc FC ·
UE Sants ·
Terrassa FC ·
UE Valls ·
FC Vilafranca ·
UE Vilassar de Mar